# Llista d'asos de l'aviació de la Segona Guerra Mundial amb 19-10 victòries
Aquesta és una llista dels asos de l'aviació de la Segona Guerra Mundial. Els asos de l'aviació durant la II Guerra Mundial tenen una enorme varietat de victòries, a causa de diversos factors: el nivell d'habilitat del pilot, l'actuació de l'avió amb el que volava i contra els que volava, quant de temps serví, les oportunitats de trobar-se l'enemic a l'aire (hi ha una desproporció entre els Aliats i l'Eix) i els estàndards que el seu servei portà a rebre els crèdits de les victòries.
Cap al final de la guerra, les Potències de l'Eix havien esgotat les reserves de pilots entrenats, i els novells no tenien gaires oportunitats per adquirir experiència per tenir èxit.
A més, les diverses polítiques nacionals diferien: els pilots de l'Eix volaven fins que resultaven morts, mentre que els pilots Aliats d'èxit rotaven rutinàriament per ser destinats a bases d'entrenament per educar els pilots cadets. A més, cada país comptabilitzava de manera diferent les victòries: els alemanys comptaven una victòria compartida a un únic pilot, mentre que els francesos la compartien entre tots els participants. Els britànics, els finesos i els americans donaven fraccions de les victòries aèries. Alguns comandants americans també comptaren els avions destruïts a terra. Els soviètics comptaven només les victòries en solitari, mentre que les victòries compartides eren comptades separadament; de la mateixa manera que feien els japonesos. Les victòries probables normalment no es comptaven.

## Asos de l'aviació
| As                             | País                 | Servei Militar                       | Victòries                                  | Anotacions |  |
| ------------------------------ | -------------------- | ------------------------------------ | ------------------------------------------ | --- |  |
| Geoffrey Allard                | Regne Unit           | Royal Air Force                      | 19+5 compartides                           | Creu dels Vols Distingits, Medalla dels Vols Distingits amb Barra |  |
| Viktor Pyötsiä                 | Finlàndia            | Força Aèria Finesa                   | 19½                                        | |  |
| Väinö Suhonen                  | Finlàndia            | Força Aèria Finesa                   | 19½                                        | |  |
| Franco "Robur" Bordoni-Bisleri | Itàlia               | Regia Aeronautica                    | 19 (5 victòries amb biplà) +18 compartides | |  |
| John "Cat's Eyes" Cunningham   | Regne Unit           | Royal Air Force                      | 19 (majoritàriament de nit)                | Comandant de l'Imperi Britànic, Orde del Servei Distingit, Creu dels Vols Distingits amb Barra                                                                                      |  |
| Glenn E. Duncan                | Estats Units         | USAAF                                | 19 (+7.8 a terra)                          | |  |
| Patrick D. Fleming             | Estats Units         | U.S. Navy                            | 19                                         | |  |
| Cornelius N. Nooy              | Estats Units         | U.S. Navy                            | 19                                         | |  |
| John L. Smith                  | Estats Units         | U.S. Marine Corps                    | 19                                         | Medalla d'Honor, Legió del Mèrit, Creu dels Vols Distingits, Estrella de Bronze |  |
| Alexander Vraciu               | Estats Units         | U.S. Navy                            | 19                                         | Creu de la Marina, Creu dels Vols Distingits, Medalla de l'Aire |  |
| Erik Teromaa                   | Finlàndia            | Força Aèria Finesa                   | 19                                         | |  |
| Stanisław Skalski              | Polònia              | Força Aèria Polonesa/RAF             | 18 11/₁₂                                   | Orde Virtuti Militari (Creu d'Or i Plata), Creu al Valor, Cavaller de l'orde Polònia Restituta, Creu de Grunwald, Orde del Servei Distingit, Creu dels Vols Distingits (Regne Unit) |  |
| Arthur J. Benko                | Estats Units         | USAAF                                | 18½                                        | Creu de la Marina, Creu dels Vols Distingits (5) |  |
| Marion E. Carl                 | Estats Units         | U.S. Marine Corps                    | 18½                                        | |  |
| Lauri Pekuri                   | Finlàndia            | Força Aèria Finesa                   | 18½                                        | |  |
| Leonard K. Carson              | Estats Units         | USAAF                                | 18½                                        | (+3½ a terra) |  |
| Glenn T. Eagleson              | Estats Units         | USAAF                                | 18½                                        | (+5 a terra) +2 Corea |  |
| Wilbur J. Thomas               | Estats Units         | U.S. Marine Corps                    | 18½                                        | |  |
| Wakamatsu Yukiyoshi            | Japó                 | Exèrcit Imperial Japonès             | 18+                                        | |  |
| Karel Kuttelwascher            | Txecoslovàquia       | Royal Air Force                      | 18 (20?)                                   | |  |
| Witold Urbanowicz              | Polònia              | Força Aèria Polonesa/Royal Air Force | 18                                         | Orde Virtuti Militari (Creu de Plata), Creu al Valor, Creu dels Vols Distingits (Regne Unit)                                                                                        |  |
| Walter C. Beckham              | Estats Units         | USAAF                                | 18                                         | |  |
| Herschel H. Green              | Estats Units         | USAAF                                | 18                                         | Creu del Servei Distingit, Estrella de Plata, Creu dels Vols Distingits (2), Cor Porpra, Medalla de l'Aire (26)                                                                     |  |
| John C. "Pappy" Herbst         | Estats Units         | USAAF                                | 18                                         | |  |
| Charles H. Older               | Estats Units         | USAAF                                | 18 (10 AVG)                                | |  |
| Takemizu Takeo                 | Japó                 | Marina Imperial Japonesa             | 18                                         | |  |
| Pierre Le Gloan                | França               | Exèrcit de l'aire francès            | 18                                         | Legió d'Honor, Medalla Militar, Creu de Guerra 1939-1945 (10 palmes i 1 estrella)                                                                                                   |  |
| Hubert Zemke                   | Estats Units         | USAAF                                | 17.75                                      | Creu del Servei Distingit, Creu dels Vols Distingits, Medalla de l'Aire |  |
| John B. England                | Estats Units         | USAAF                                | 17½                                        | Estrella de Plata, Creu dels Vols Distingits (5), Medalla de l'Aire (15) |  |
| Duane W. Beeson                | Estats Units         | USAAF                                | 17⅓ (+4.8 a terra)                         | Creu del Servei Distingit, Estrella de Plata, Creu dels Vols Distingits (6), Medalla de l'Aire                                                                                      |  |
| Jouko Huotari                  | Finlàndia            | Força Aèria Finesa                   | 17½                                        | |  |
| John F. Thornell               | Estats Units         | USAAF                                | 17¼ (+2 a terra)                           | |  |
| Henry W. Brown                 | Estats Units         | USAAF                                | 17.2 (+14½ a terra)                        | |  |
| Rudolf Božík                   | Eslovàquia           | Força Aèria Eslovaca                 | 17                                         | |  |
| William "Willie" McKnight      | Canadà               | Royal Air Force                      | 17                                         | Creu dels Vols Distingits amb Barra |  |
| Josef Frantisek                | Txecoslovàquia       | Força Aèria Polonesa                 | 17                                         | Orde Virtuti Militari (Creu de Plata), Creu al Valor (3), Creu de Guerra 1939-1945, Creu dels Vols Distingits amb Barra                                                             |  |
| Jorma Sarvanto                 | Finlàndia            | Força Aèria Finesa                   | 17                                         | Orde de la Creu de la Llibertat de 2a classe, Comandant de l'orde de la Rosa Blanca, Orde de l'Àliga Alemanya de 3a classe amb Espases                                              |  |
| Yrjö Turkka                    | Finlàndia            | Força Aèria Finesa                   | 17                                         | |  |
| Gerald W. Johnson              | Estats Units         | USAAF                                | 17                                         | |  |
| James S. Varnell, Jr.          | Estats Units         | USAAF                                | 17                                         | |  |
| Bolesław Gładych               | Polònia              | Força Aèria Polonesa/USAAF           | 17                                         | Orde Virtuti Militari (Creu de Plata), Creu al Valor (3), Creu dels Vols Distingits, Estrella de Plata (3), Creu dels Vols Distingits (Estats Units) (2)                            |  |
| Keith Truscott                 | Austràlia            | Royal Australian Air Force           | 17                                         | Creu dels Vols Distingits amb Barra |  |
| Alois Vasatko                  | Txecoslovàquia       | RAF                                  | 17                                         | Creu dels Vols Distingits, Legió d'Honor, Creu de Guerra 1939-1945 (7 palmes, dos estrelles d'or i 1 de plata)                                                                      |  |
| Eugeniusz Horbaczewski         | Polònia              | Força Aèria Polonesa/RAF             | 16½                                        | Creu al Valor (3), Orde del Servei Distingit, Creu dels Vols Distingits amb Barra                                                                                                   |  |
| William T. Klersey             | Canadà               | RCAF                                 | 16½                                        | |  |
| Aulis Lumme                    | Finlàndia            | Força Aèria Finesa                   | 16½                                        | |  |
| Eero Riihikallio               | Finlàndia            | Força Aèria Finesa                   | 16½                                        | |  |
| Nigel Cullen                   | Austràlia            | Royal Air Force                      | 16½                                        | Creu dels Vols Distingits |  |
| John T. Godfrey                | Estats Units         | USAAF                                | 16⅓ (+18 a terra)                          | |  |
| Adrian Goldsmith               | Austràlia            | Royal Australian Air Force           | 16¼                                        | Creu dels Vols Distingits |  |
| Clarence E. Anderson           | Estats Units         | USAAF                                | 16¼ (+1 a terra)                           | Legió del Mèrit (2), Creu dels Vols Distingits (Estats Units) (5), Estrella de Bronze, Medalla de l'Aire (16)                                                                       |  |
| Paul Galland                   | Alemanya             | Luftwaffe                            | 16                                         | Creu de Ferro |  |
| Les Clisby                     | Austràlia            | Royal Air Force                      | 16                                         | Creu dels Vols Distingits |  |
| Franjo Dzal                    | Croàcia              | Força Aèria Croata                   | 16                                         | |  |
| Douglas Baker                  | Estats Units         | U.S. Navy                            | 16                                         | |  |
| James Francis Edwards          | Canadà               | RCAF                                 | 16                                         | Creu dels Vols Distingits amb Barra, Medalla dels Vols Distingits |  |
| Eero Halonen                   | Finlàndia            | Força Aèria Finesa                   | 16                                         | |  |
| Bill Harris                    | Estats Units         | USAAF                                | 16                                         | |  |
| Robert W. McNair               | Canadà               | RCAF                                 | 16                                         | |  |
| John I. A. Plagis              | Rhodèsia del Sud     | Royal Air Force                      | 16                                         | |  |
| Ira C. Kepford                 | Estats Units         | U.S. Navy                            | 16                                         | |  |
| Charles R. Stimpson            | Estats Units         | U.S. Navy                            | 16                                         | Creu de la Marina, Creu dels Vols Distingits (3), Medalla de l'Aire (3) |  |
| P. S. Turner                   | Canadà               | RCAF                                 | 16                                         | |  |
| George S. Welch                | Estats Units         | USAAF                                | 16                                         | |  |
| Edmond Marin la Meslée         | França               | Exèrcit de l'aire francès            | 16                                         | Legió d'Honor, Creu de Guerra 1939-1945 (11 palmes, 1 estrella de plata). Creu dels Vols Distingits (Estats Units)                                                                  |  |
| Raymond Harries                | Regne Unit           | Royal Air Force                      | 15+3 compartides                           | Orde del Servei Distingit amb Barra, Creu dels Vols Distingits amb Barra, Creu de Guerra 1939-1945, Creu de Guerra (Bèlgica)                                                        |  |
| Ernest Mason                   | Regne Unit           | Royal Air Force                      | 15+2 compartides                           | Creu dels Vols Distingits amb Barra, |  |
| John Lloyd Waddy               | Austràlia            | Royal Australian Air Force           | 15½                                        | Oficial de l'Imperi Britànic, Creu dels Vols Distingits |  |
| Donald Blakeslee               | Estats Units         | USAAF                                | 15½ (incl 3 RAF)                           | Creu del Servei Distingit (2), Estrella de Plata (2), Legió del Mèrit Creu dels Vols Distingits (7), Medalla de l'Aire (6)                                                          |  |
| Donald M. Beerbower            | Estats Units         | USAAF                                | 15½                                        | |  |
| Richard A. Peterson            | Estats Units         | USAAF                                | 15½ (+3½ a terra)                          | |  |
| William T. Whisner, Jr.        | Estats Units         | USAAF                                | 15½ (+3½ a terra) +5½ Corea                | |  |
| James E. Swett                 | Estats Units         | U.S. Marine Corps                    | 15½                                        | Medalla d'Honor, Creu dels Vols Distingits (Estats Units), Cor Porpra |  |
| David Lee "Tex" Hill           | Estats Units         | USAAF                                | 15¼ (10¼ AVG)                              | Creu del Servei Distingit, Estrella de Plata, Legió del Mèrit, Creu dels Vols Distingits (4)                                                                                        |  |
| František Cyprich              | Eslovàquia           | Força Aèria Eslovaca                 | 15 (18?)                                   | |  |
| John "Jack" Frost)             | Sud-àfrica           | Força Aèria Sud-africana             | 15                                         | Creu dels Vols Distingits amb Barra |  |
| Martti Alho                    | Finlàndia            | Força Aèria Finesa                   | 15                                         | |  |
| Ljudevit Bencetic              | Croàcia              | Força Aèria Croata                   | 15                                         | |  |
| Paterson Hughes                | Austràlia            | Royal Air Force                      | 15                                         | |  |
| Geoffrey Page                  | Regne Unit           | Royal Air Force                      | 15                                         | Orde del Servei Distingit, Oficial de l'Imperi Britànic, Creu dels Vols Distingits amb Barra                                                                                        |  |
| Jack T. Bradley                | Estats Units         | USAAF                                | 15                                         | |  |
| Samuel J. Brown                | Estats Units         | USAAF                                | 15                                         | |  |
| Edward "Porky" Cragg           | Estats Units         | USAAF                                | 15                                         | Creu del Servei Distingit, Estrella de Plata, Creu dels Vols Distingits (5), Cor Porpra (2), Medalla de l'Aire (7)                                                                  |  |
| Kenneth H. Dahlberg            | Estats Units         | USAAF                                | 15                                         | Creu del Servei Distingit, Estrella de Plata, Creu dels Vols Distingits (2), Estrella de Bronze, Cor Porpra (2) Medalla de l'Aire (15)                                              |  |
| Bob Doe                        | Regne Unit           | Royal Air Force                      | 15                                         | Inclou 2 compartits + 1 probable |  |
| William D. Dunham              | Estats Units         | USAAF                                | 15                                         | |  |
| Robert W. Foy                  | Estats Units         | USAAF                                | 15                                         | |  |
| Ralph K. Hofer                 | Estats Units         | USAAF                                | 15 (+14 a terra)                           | Creu dels Vols Distingits (7), Medalla de l'Aire (3) |  |
| Cyril F. Homer                 | Estats Units         | USAAF                                | 15                                         | |  |
| Harold L. Spears               | Estats Units         | U.S. Marine Corps                    | 15                                         | |  |
| Donald H. Bochkay              | Estats Units         | USAAF                                | 14.84                                      | |  |
| John D. Landers                | Estats Units         | USAAF                                | 14½ (+20 a terra)                          | |  |
| Aaro Nuorala                   | Finlàndia            | Força Aèria Finesa                   | 14½                                        | |  |
| Joseph H. Powers, Jr.          | Estats Units         | USAAF                                | 14½                                        | |  |
| Johnnie Checketts              | Nova Zelanda         | Royal New Zealand Air Force          | 14½                                        | Orde del Servei Distingit, Creu dels Vols Distingits |  |
| Henry Brown                    | Estats Units         | USAAF                                | 14½ (+14.5 a terra)                        | |  |
| Charles Scherf                 | Austràlia            | Royal Australian Air Force           | 14½ (+9 a terra)                           | Orde del Servei Distingit, Creu dels Vols Distingits amb Barra |  |
| Günther Wegmann                | Alemanya             | Luftwaffe                            | 14                                         | Creu Alemanya d'Or |  |
| František Brezina              | Eslovàquia           | Força Aèria Eslovaca                 | 14                                         | |  |
| Bruce W. Carr                  | Estats Units         | USAAF                                | 14 (+10 a terra)                           | |  |
| Robert C. Curtis               | Estats Units         | USAAF                                | 14                                         | |  |
| Robert M. DeHaven              | Estats Units         | USAAF                                | 14                                         | |  |
| Archie G. Donahue              | Estats Units         | U.S. Marine Corps                    | 14                                         | |  |
| Wallace N. Emmer               | Estats Units         | USAAF                                | 14                                         | |  |
| James A. Goodson               | Estats Units         | USAAF                                | 14 (+13 a terra)                           | |  |
| Arthur R. Hawkins              | Estats Units         | U.S. Navy                            | 14                                         | Creu de la Marina (3) Creu dels Vols Distingits (3), Medalla de l'Aire (3) |  |
| Arthur F. Jeffrey              | Estats Units         | USAAF                                | 14                                         | |  |
| Edward O. McComas              | Estats Units         | USAAF                                | 14                                         | |  |
| Elbert S. McCuskey             | Estats Units         | U.S. Navy                            | 14                                         | |  |
| Daniel T. Roberts, Jr.         | Estats Units         | USAAF                                | 14                                         | |  |
| John L. Wirth                  | Estats Units         | U.S. Navy                            | 14                                         | |  |
| George C. Duncan               | Estats Units         | U.S. Navy                            | 13½                                        | |  |
| Pekka Kokko                    | Finlàndia            | Força Aèria Finesa                   | 13½                                        | |  |
| Heimo Lampi                    | Finlàndia            | Força Aèria Finesa                   | 13½                                        | |  |
| Roger W. Mehle                 | Estats Units         | U.S. Navy                            | 13½                                        | |  |
| Donald J. Strait               | Estats Units         | USAAF                                | 13½                                        | |  |
| George Carpenter               | Estats Units         | USAAF                                | 13.4 (+4 a terra)                          | |  |
| Donald S. Bryan                | Estats Units         | USAAF                                | 13.3                                       | |  |
| Aleksandr Avdéiev              | Unió Soviètica       | Força Aèria Soviètica                | 13                                         | Heroi de la Unió Soviètica, Orde de Lenin |  |
| Hans-Ulrich Rudel              | Alemanya             | Luftwaffe                            | 13 (pilot de Stuka)                        | Creu de Cavaller de la Creu de Ferro amb Fulles de Roure Daurades, Espases i Diamants                                                                                               |  |
| Helmut Lennartz                | Alemanya             | Luftwaffe                            | 13                                         | |  |
| Darrell S. Cramer              | Estats Units         | USAAF                                | 13                                         | |  |
| John Wong/Wang Banyang         | Estats Units         | Força Aèria de la Xina Nacionalista  | 13                                         | |  |
| James L. Brooks                | Estats Units         | USAAF                                | 13                                         | |  |
| Jan Zumbach                    | Polònia              | Força Aèria Polonesa                 | 13                                         | Orde Virtuti Militari (Creu de Plata), Creu al Valor (4), Creu dels Vols Distingits amb Barra                                                                                       |  |
| Safet Boskic                   | Croàcia              | Força Aèria Croata                   | 13                                         | |  |
| Mervyn Shipard                 | Austràlia            | Royal Australian Air Force           | 13                                         | |  |
| Daniel A. Carmichael, Jr.      | Estats Units         | U.S. Navy                            | 13                                         | |  |
| James N. Cupp                  | Estats Units         | U.S. Marine Corps                    | 13                                         | |  |
| Clyde B. East                  | Estats Units         | USAAF                                | 13                                         | |  |
| Robert E. Galer                | Estats Units         | U.S. Marine Corps                    | 13                                         | Medalla d'Honor, Legió del Mèrit, Creu dels Vols Distingits (2), Cor Porpra, Medalla de l'Aire (5)                                                                                  |  |
| John F. Hampshire              | Estats Units         | USAAF                                | 13                                         | Estrella de Plata, Legió del Mèrit Creu dels Vols Distingits, Medalla de l'Aire |  |
| Bruce K. Holloway              | Estats Units         | USAAF                                | 13                                         | |  |
| William P. Marontate           | Estats Units         | U.S. Marine Corps                    | 13                                         | |  |
| Willard. W. Millikan           | Estats Units         | USAAF                                | 13 (+2 a terra)                            | |  |
| Glennon T. Moran               | Estats Units         | USAAF                                | 13 (+3 a terra)                            | |  |
| Robert Neale                   | Estats Units         | AVG                                  | 13 (+2½ a terra)                           | Creu del Servei Distingit |  |
| Robin Olds                     | Estats Units         | USAAF                                | 13 (+11 a terra +4 Vietnam)                | Estrella de Plata, Legió del Mèrit Creu dels Vols Distingits, Medalla de l'Aire, Creu de Guerra 1939-1945                                                                           |  |
| James O'Meara                  | Regne Unit           | Royal Air Force                      | 13                                         | Orde del Servei Distingit, Creu dels Vols Distingits amb Barra |  |
| Yrjö Pallasvuo                 | Finlàndia            | Força Aèria Finesa                   | 13                                         | |  |
| Harry A. Parker                | Estats Units         | USAAF                                | 13                                         | |  |
| Roy W. Rushing                 | Estats Units         | U.S. Navy                            | 13                                         | |  |
| Edward O. Shaw                 | Estats Units         | U.S. Marine Corps                    | 13                                         | |  |
| Robert W. Stephens             | Estats Units         | USAAF                                | 13                                         | |  |
| John R. Strane                 | Estats Units         | U.S. Navy                            | 13                                         | |  |
| Robert Lee Scott, Jr.          | Estats Units         | USAAF                                | 13                                         | Estrella de Plata (2), Creu dels Vols Distingits (3), Medalla de l'Aire (3) |  |
| Wendell V. Twelves             | Estats Units         | U.S. Navy                            | 13                                         | |  |
| Anthony C. Bartley             | Irlanda · Regne Unit | Royal Air Force                      | 13                                         | |  |
| Felix D. Williamson            | Estats Units         | USAAF                                | 13                                         | |  |
| Henryk Pietrzak                | Polònia              | Força Aèria Polonesa/Royal Air Force | 12½                                        | Orde Virtuti Militari (Creu de Plata), Creu al Valor (4), Medalla de la Força Aèria de la Guerra 1939-1945, Creu dels Vols Distingits                                               |  |
| Lasse Aaltonen                 | Finlàndia            | Força Aèria Finesa                   | 12½                                        | |  |
| Hugo Armstrong                 | Austràlia            | Royal Australian Air Force           | 12½                                        | |  |
| Andrew "Nicky" Barr            | Austràlia            | Royal Australian Air Force           | 12½                                        | Oficial de l'Imperi Britànic, Creu Militar, Creu dels Vols Distingits amb Barra |  |
| Frederick Gaze                 | Austràlia            | Royal Air Force                      | 12½                                        | |  |
| Lowell K. Brueland             | Estats Units         | USAAF                                | 12½ (+2 Corea)                             | |  |
| Frazier                        | Estats Units         | U.S. Marine Corps                    | 12½                                        | |  |
| David Charles "Foob" Fairbanks | Estats Units         | RCAF                                 | 12½                                        | |  |
| Eino Koskinen                  | Finlàndia            | Força Aèria Finesa                   | 12½                                        | |  |
| Onni Paronen                   | Finlàndia            | Força Aèria Finesa                   | 12½                                        | |  |
| Urho Sarjamo                   | Finlàndia            | Força Aèria Finesa                   | 12½                                        | |  |
| Per-Erik Sovelius              | Finlàndia            | Força Aèria Finesa                   | 12½                                        | |  |
| James C. Stewart               | Estats Units         | USAAF                                | 12½ (+1 a terra)                           | |  |
| Quince L. Brown                | Estats Units         | USAAF                                | 12⅓ (+2 a terra)                           | |  |
| Mato Culinovic                 | Croàcia              | Força Aèria Croata                   | 12                                         | |  |
| Eduard Martinko                | Croàcia              | Força Aèria Croata                   | 12                                         | |  |
| Veca Mikovic                   | Croàcia              | Força Aèria Croata                   | 12                                         | |  |
| Zlatko Stipcic                 | Croàcia              | Força Aèria Croata                   | 12                                         | |  |
| Marian Pisarek                 | Polònia              | Força Aèria Polonesa/Royal Air Force | 12                                         | Orde Virtuti Militari (Creu d'Or), Creu al Valor (4), Medalla de la Força Aèria de la Guerra 1939-1945, Creu dels Vols Distingits                                                   |  |
| John Freeborn                  | Regne Unit           | Royal Air Force                      | 12                                         | Creu dels Vols Distingits amb Barra |  |
| Jozef Štauder                  | Eslovàquia           | Força Aèria Eslovaca                 | 12 (13?)                                   | |  |
| Pavol Zeleňák                  | Eslovàquia           | Força Aèria Eslovaca                 | 12                                         | |  |
| Bruce Bretherton               | Austràlia            | Royal Australian Air Force           | 12                                         | |  |
| Charles Crombie                | Austràlia            | Royal Australian Air Force           | 12                                         | Orde del Servei Distingit, Creu dels Vols Distingits |  |
| Peter Turnbull                 | Austràlia            | Royal Australian Air Force           | 12                                         | |  |
| John Yarra                     | Austràlia            | Royal Australian Air Force           | 12                                         | |  |
| Anton Matúšek                  | Eslovàquia           | Força Aèria Eslovaca                 | 12                                         | |  |
| Leo Ahokas                     | Finlàndia            | Força Aèria Finesa                   | 12                                         | |  |
| Michael Brezas                 | Estats Units         | USAAF                                | 12                                         | |  |
| Levi R. Chase                  | Estats Units         | USAAF                                | 12                                         | |  |
| Clement M. Craig               | Estats Units         | U.S. Navy                            | 12                                         | |  |
| David B. Eastham               | Estats Units         | USAAF                                | 12                                         | |  |
| Loren D. Everton               | Estats Units         | U.S. Marine Corps                    | 12                                         | |  |
| George W. Gleason              | Estats Units         | USAAF                                | 12 (+2½ a terra)                           | |  |
| Leroy E. Harris                | Estats Units         | U.S. Navy                            | 12                                         | |  |
| Coatsworth B. Head, Jr.        | Estats Units         | USAAF                                | 12                                         | |  |
| Roger R. Hedrick               | Estats Units         | U.S. Navy                            | 12                                         | |  |
| William E. Henry               | Estats Units         | U.S. Navy                            | 12                                         | |  |
| Howard D. Hively               | Estats Units         | USAAF                                | 12 (+2½ a terra)                           | |  |
| Kenneth G. Ladd                | Estats Units         | USAAF                                | 12                                         | |  |
| Lídia Lítviak                  | URSS                 | Força Aèria Soviètica                | 12 (maxim as femení)                       | Heroi de la Unió Soviètica, Orde de Lenin, Orde de la Bandera Roja |  |
| William J. Masoner, Jr.        | Estats Units         | U.S. Navy                            | 12                                         | |  |
| Pierce W. McKennon             | Estats Units         | USAAF                                | 12 (+9.7 a terra)                          | |  |
| Robert W. Moore                | Estats Units         | USAAF                                | 12                                         | |  |
| Michael J. Quirk               | Estats Units         | USAAF                                | 12 (+5 a terra)                            | |  |
| LeRoy A. Schreiber             | Estats Units         | USAAF                                | 12 (+2 a terra)                            | |  |
| Harold E. Segal                | Estats Units         | U.S. Marine Corps                    | 12                                         | |  |
| James A. Shirley               | Estats Units         | U.S. Navy                            | 12                                         | |  |
| Norman C. Skogstad             | Estats Units         | USAAF                                | 12                                         | Estrella de Plata, Creu dels Vols Distingits, Cor Porpra, Medalla de l'Aire (18) |  |
| William J. Sloan               | Estats Units         | USAAF                                | 12                                         | |  |
| Eugene A. Trowbridge           | Estats Units         | USAAF                                | 12                                         | |  |
| Richard E. Turner              | Estats Units         | USAAF                                | 12 (11?) (incl 2 V-1)                      | |  |
| James A. Watkins               | Estats Units         | USAAF                                | 12                                         | |  |
| Richard L. West                | Estats Units         | USAAF                                | 12                                         | |  |
| Nicholas Megura                | Estats Units         | USAAF                                | 11.84 (+3.8 a terra)                       | |  |
| George R. Carr                 | Estats Units         | U.S. Navy                            | 11½                                        | |  |
| James A. Clark, Jr.            | Estats Units         | USAAF                                | 11½ (+4½ a terra)                          | |  |
| Paul A. Conger                 | Estats Units         | USAAF                                | 11½                                        | |  |
| Olin E. Gilbert                | Estats Units         | USAAF                                | 11½                                        | |  |
| William T. Halton              | Estats Units         | USAAF                                | 11½ (+2 a terra)                           | |  |
| William J. Hovde               | Estats Units         | USAAF                                | 11½ (+2 a terra +1 Corea)                  | |  |
| John A. Kirla, Jr.             | Estats Units         | USAAF                                | 11½ (+½ a terra)                           | |  |
| William N. Snider              | Estats Units         | U.S. Marine Corps                    | 11½                                        | |  |
| Charles E. "Chuck" Yeager      | Estats Units         | USAAF                                | 11½                                        | Estrella de Plata, Legió del Mèrit, Creu dels Vols Distingits, Estrella de Bronze, Cor Porpra, Medalla de l'Aire                                                                    |  |
| Chi-Sheng / Liu Zhesheng       | Xina                 | Forxa Aèria de la Xina Nacionalista  | 11.3                                       | |  |
| Howard Mayers                  | Austràlia            | Royal Air Force                      | 11.3                                       | |  |
| Louis H. Norley                | Estats Units         | USAAF                                | 11.3 (+5 a terra)                          | |  |
| Philip C. DeLong               | Estats Units         | U.S. Marine Corps                    | 11.2 (+2 Corea)                            | |  |
| Ian Bedford Nesbitt Russell    | Austràlia            | Royal Air Force                      | 11                                         | |  |
| Albin Starc                    | Croàcia              | Força Aèria Croata                   | 11                                         | |  |
| Josip Helebrant                | Croàcia              | Força Aèria Croata                   | 11                                         | |  |
| Stjepan Martinasevic           | Croàcia              | Força Aèria Croata                   | 11                                         | |  |
| Harold W. Bauer                | Estats Units         | U.S. Marine Corps                    | 11                                         | Medalla d'Honor, Cor Porpra |  |
| John T. Blackburn              | Estats Units         | U.S. Navy                            | 11                                         | |  |
| Katia Budanova                 | URSS                 | Força Aèria Soviètica                | 11                                         | Orde de la Bandera Roja |  |
| William A. Dean, Jr.           | Estats Units         | U.S. Navy                            | 11                                         | |  |
| Geoff Fisken                   | Nova Zelanda         | Royal New Zealand Air Force          | 11                                         | Creu dels Vols Distingits |  |
| Carl M. Frantz                 | Estats Units         | USAAF                                | 11                                         | |  |
| James B. French                | Estats Units         | U.S. Navy                            | 11                                         | |  |
| Robert J. Goebel               | Estats Units         | USAAF                                | 11                                         | |  |
| Phillip L. Kirkwood            | Estats Units         | U.S. Navy                            | 11                                         | |  |
| John B. Lawler                 | Estats Units         | USAAF                                | 11                                         | |  |
| Hemmo Leino                    | Finlàndia            | Força Aèria Finesa                   | 11                                         | |  |
| Francis J. Lent                | Estats Units         | USAAF                                | 11                                         | |  |
| Leland P. Molland              | Estats Units         | USAAF                                | 11                                         | |  |
| William L. Leverette           | Estats Units         | USAAF                                | 11                                         | |  |
| John S. Loisel                 | Estats Units         | USAAF                                | 11                                         | Estrella de Plata, Creu dels Vols Distingits |  |
| Wayne L. Lowry                 | Estats Units         | USAAF                                | 11                                         | |  |
| Charles M. Mallory             | Estats Units         | U.S. Navy                            | 11                                         | |  |
| Alexei Maresiev                | URSS                 | Força Aèria Soviètica                | 11                                         | Heroi de la Unió Soviètica, Orde de Lenin |  |
| Charles M. McCorkle            | Estats Units         | USAAF                                | 11                                         | |  |
| Norman L. McDonald             | Estats Units         | USAAF                                | 11                                         | |  |
| Hamilton McWhorter III         | Estats Units         | U.S. Navy                            | 11                                         | |  |
| John W. Mitchell               | Estats Units         | USAAF                                | 11 (+4 Corea)                              | |  |
| Urho Nieminen                  | Finlàndia            | Força Aèria Finesa                   | 11                                         | |  |
| James V. Reber, Jr.            | Estats Units         | U.S. Navy                            | 11                                         | |  |
| Elmer W. Richardson            | Estats Units         | USAAF                                | 11 (8?)                                    | |  |
| Robert H. Riddle               | Estats Units         | USAAF                                | 11                                         | |  |
| James F. Rigg                  | Estats Units         | U.S. Navy                            | 11                                         | |  |
| Donald E. Runyon               | Estats Units         | U.S. Navy                            | 11                                         | |  |
| Donald H. Sapp                 | Estats Units         | U.S. Marine Corps                    | 11                                         | |  |
| Murray Shubin                  | Estats Units         | USAAF                                | 11                                         | |  |
| Cornelius Smith, Jr.           | Estats Units         | USAAF                                | 11                                         | |  |
| Kenneth C. Sparks              | Estats Units         | USAAF                                | 11                                         | |  |
| Richard E. Stanbrook           | Estats Units         | U.S. Navy                            | 11                                         | |  |
| Ilkka Törrönen                 | Finlàndia            | Força Aèria Finesa                   | 11                                         | |  |
| Stanley W. Vejtasa             | Estats Units         | U.S. Navy                            | 11                                         | |  |
| George T. Burgard              | Estats Units         | AVG                                  | 10.75                                      | |  |
| Frank Q. O'Conner              | Estats Units         | USAAF                                | 10.75                                      | |  |
| Charles F. Anderson, Jr.       | Estats Units         | USAAF                                | 10½ (+5½ a terra)                          | |  |
| Marshall U. Beebe              | Estats Units         | U.S. Navy                            | 10½                                        | |  |
| George F. Ceulleers            | Estats Units         | USAAF                                | 10½                                        | |  |
| Jack E. Conger                 | Estats Units         | U.S. Marine Corps                    | 10½                                        | |  |
| George A. Doersch              | Estats Units         | USAAF                                | 10½ (+½ a terra)                           | |  |
| Niilo Erkinheimo               | Finlàndia            | Força Aèria Finesa                   | 10½                                        | |  |
| William J. Hovde               | Estats Units         | USAAF                                | 10½ (+2 a terra +4 Corea)                  | |  |
| Martti Kalima                  | Finlàndia            | Força Aèria Finesa                   | 10½                                        | |  |
| Kullervo Lahtela               | Finlàndia            | Força Aèria Finesa                   | 10½                                        | |  |
| Raymond H. Littge              | Estats Units         | USAAF                                | 10½                                        | |  |
| Kullervo Lahtela               | Finlàndia            | Força Aèria Finesa                   | 10½                                        | |  |
| Raymond H. Littge              | Estats Units         | USAAF                                | 10½ (+13 a terra)                          | |  |
| Kai Metsola                    | Finlàndia            | Força Aèria Finesa                   | 10½                                        | |  |
| Edward Rector                  | Estats Units         | USAAF                                | 10½ (6½ AVG)                               | Estrella de Plata, Legió del Mèrit, Creu dels Vols Distingits, Medalla de l'Aire |  |
| Russell E. Reiserer            | Estats Units         | U.S. Navy                            | 10½                                        | |  |
| John A. Storch                 | Estats Units         | USAAF                                | 10½ (+1½ a terra)                          | |  |
| John C. Symmes                 | Estats Units         | U.S. Navy                            | 10½                                        | |  |
| John V. Newkirk                | Estats Units         | AVG                                  | 10½                                        | |  |
| Kai Metsola                    | Finlàndia            | Força Aèria Finesa                   | 10½                                        | |  |
| Eino Peltola                   | Finlàndia            | Força Aèria Finesa                   | 10½                                        | |  |
| Robert E. Murray               | Estats Units         | U.S. Navy                            | 10.4                                       | |  |
| Ralph E. Elliot                | Estats Units         | U.S. Navy                            | 10.3                                       | |  |
| Fred W. Glover                 | Estats Units         | USAAF                                | 10.3 (+12½ a terra)                        | |  |
| Bobby Gibbes                   | Austràlia            | Royal Australian Air Force           | 10¼                                        | |  |
| William D. McGarry             | Estats Units         | AVG                                  | 10¼                                        | |  |